# Javier Ruisanchez
Javier Enrique Ruisanchez Torres Zayas (San Juan, 8 febbraio 1997) è un nuotatore artistico portoricano.

## Biografia
Ha trascorso la sua infanzia a Porto Rico. In seguito si è trasferito in Virginia negli Stati Uniti e si è diplomato alla West Springfield High School.
All'età di sedici anni, nell'ottobre 2013, mentre frequentava il liceo, ha fatto coming out come omosessuale, tramite il social media Twitter.
Da giovane è stato un nuotatore agonista in piscina, specializzato in stile libero, farfalla e medley individuale, e in seguito ha gareggiato a livello collegiale nella NCAA per la Gannon University. Nel 2021 è passato dal nuoto in piscina al nuoto artistico, grazie anche alla sua esperienza nella danza classica.  
L'8 agosto 2021 a Porto Rico ha sposato il marito, Michael Dumaine, ex giocatore di football collegiale; il matrimonio è stato posticipato rispetto alla data originale a causa della pandemia COVID-19.

### Carriera
E' allenato da Julia Toro. A livello internazionale compete nel duo misto con la connazionale Nicolle Torrens.
Ha partecipato ai mondiali di Budapest 2022, dove si è classificato 11º nel duo misto programma libero e 12º nel programma tecnico.